# Ed Wasser
Ed Wasser (* 26. März 1964 in Roslyn, Long Island, New York) ist ein US-amerikanischer Schauspieler. Bekannt wurde er vor allem in seiner Rolle als Mr. Morden in der Fernsehserie Babylon 5.

## Leben
Ed Wasser wurde in Roslyn (New York) auf Long Island geboren und besuchte dort die High School. Als begeisterter Sportler war er während seiner Schulzeit äußerst erfolgreich beim High-School-Baseball, obwohl er auch sehr gerne an Schauspielkursen teilnahm. Wasser hätte sich wohl für eine Sportkarriere entschieden, wenn er sich nicht eine Verletzung in der rechten Schulter zugezogen hätte.
Nach seinem High-School-Abschluss sprach er an mehreren Schauspielkonservatorien vor, bis er schließlich am Purchase College der State University of New York angenommen wurde. Er schloss dort sein Studium als Bachelor of Fine Arts ab. Danach nahm er weiterhin Schauspielunterricht an der Manhattaner Schauspielschule Michael Howard Studios und arbeitete an verschiedenen Theatern im Umkreis von New York.
Ed Wasser gründete nach Abschluss des Schauspielstudiums zunächst eine eigene Promotionagentur namens Ad Skates, Inc., die unter anderem B2B-Marketing-Videos und Verkaufstrainingsvideos für Vertreter produzierte. Jedoch entschied er sich zu Gunsten seiner schauspielerischen Ambitionen die Firma zu verkaufen und nach Hollywood zu ziehen. Nach einer schwierigen Zeit voller finanzieller Probleme, wurde er schließlich zu einem Vorsprechen für den Pilot der Fernsehserie Babylon 5 eingeladen. Er erhielt zunächst eine kleine, unbedeutende Nebenrolle. Als die Serie jedoch regelmäßig auf Sendung ging, entschied sich der Produzent J. Michael Straczynski, ihm die Rolle des diabolischen Mr. Morden anzubieten, die letztlich zu seinem großen Durchbruch wurde.

## Filmografie (Auswahl)
- 1992: Zurück in die Vergangenheit (Quantum Leap, Fernsehserie)
- 1992: Mord ist ihr Hobby (Murder, She Wrote, Fernsehserie)
- 1993: Babylon 5 – Die Zusammenkunft (Babylon 5: The Gathering)
- 1994–1998: Babylon 5 (Fernsehserie)
- 1995: The Royal Affair
- 1995: Storm Sweep
- 1995: The Set Up
- 1995: New York Cops – NYPD Blue (NYPD Blue, Fernsehserie)
- 1996: Sliders – Das Tor in eine fremde Dimension (Sliders, Fernsehserie)
- 1997: Mike Hammer (Mike Hammer, Private Eye, Fernsehserie)
- 2000: Home the Horror Story
- 2004: 24 (Fernsehserie)